# Šarlota Bourbonská (1388–1422)
Šarlota Bourbonská (1388, Francie – 15. ledna 1422, Kypr) byla sňatkem s králem Janusem královnou Kypru a titulární královnou Arménie a Jeruzaléma. Byla Janusovou druhou manželku a matkou šesti jeho manželských dětí, včetně krále Jana II. a vévodkyně Anny Kyperské. Díky Šarlotinu vlivu se u královského dvora v Nikósii obnovila francouzská kultura.

## Život
Šarlota se narodila ve Francii v roce 1388 jako nejmladší z dětí hrběte Jana I. z La Marche a Kateřiny z Vendôme. Měla tři bratry a tři sestry: hraběte Jakuba III. z La Marche, hraběte Ludvíka z Vendôme, pána z Carency a Duisantu Jana, hraběnku Annu z Montpensier, Marii, paní z Bréhencourtu a Isabelu. Měla také nemanželského nevlastního bratra z otcova vztahu s milenkou.
Šarlotinými prarodiči byli Jakub I. Bourbonský a Jana z Châtillonu, hrabě Jan VI. z Vendôme a Jana z Ponthieu.

### Kyperská královna
25. srpna 1411 se třiadvacetiletá Šarlota v katedrále svaté Sofie v Nikósii stala druhou manželkou Januse, krále Kypru a Arménie a titulárního krále Jeruzaléma. Janus byl synem krále Jakuba I. Kyperského a Helvisy Brunšvicko-Grubenhagenské. Svatba v zastoupení se uskutečnila již 2. srpna 1409 ve francouzském Malunu. Dokument ze dne 10. ledna 1409 zaznamenává opatření pro Šarlotinu plavbu z Benátek na Kypr. Kronika z Amadi zaznamenává příjezd na Kypr damisella Carlotta de Borbon, moglie de re Zegno (damiselly Šarloty Bourbonské, manželky krále) a její sňatek 25. srpna 1411. Šarlotina bohatá družina, která ji doprovázela na Kypr, zahrnovala mnoho hudebníků.
Janus byl členem významné a rozsáhlé rodiny Lusignanů. Král Janus se o pár let dříve rozvedl se svou první manželkou Anglesiou Visconti, s níž neměl žádné potomky.
Manželství Januse a Šarloty bylo popisováno jako "základní kámen revitalizace francouzské kultury u lusignanského dvora, který charakterizoval Janusovu vládu". Po svém sňatku okamžitě založila u královského dvora v Nikósii socièté courtoise, kde vzkvétala francouzská literatura a hudba.
Král Janus měl s milenkou neznámého jména tři nemanželské děti.
Šarlota zemřela ve čtyřiatřiceti letech v lednu 1422 na mor. Pohřbena byla v královském klášteře svatého Dominika v Nikósii.

## Potomci
Z téměř jedenáct let trvajícího manželství se narodilo šest dětí:
- Jakub z Lusignanu (? – 1416)
- Jan II. Kyperský (16. května 1418 – 28. července 1458)
- dvojče (7. listopadu 1415)
- dvojče (7. listopadu 1415)
- Anna Kyperská (24. září 1418 – 11. listopadu 1462)
- Marie z Lusignanu (? – po 29. dubnu 1437)